# Jiulongjiang

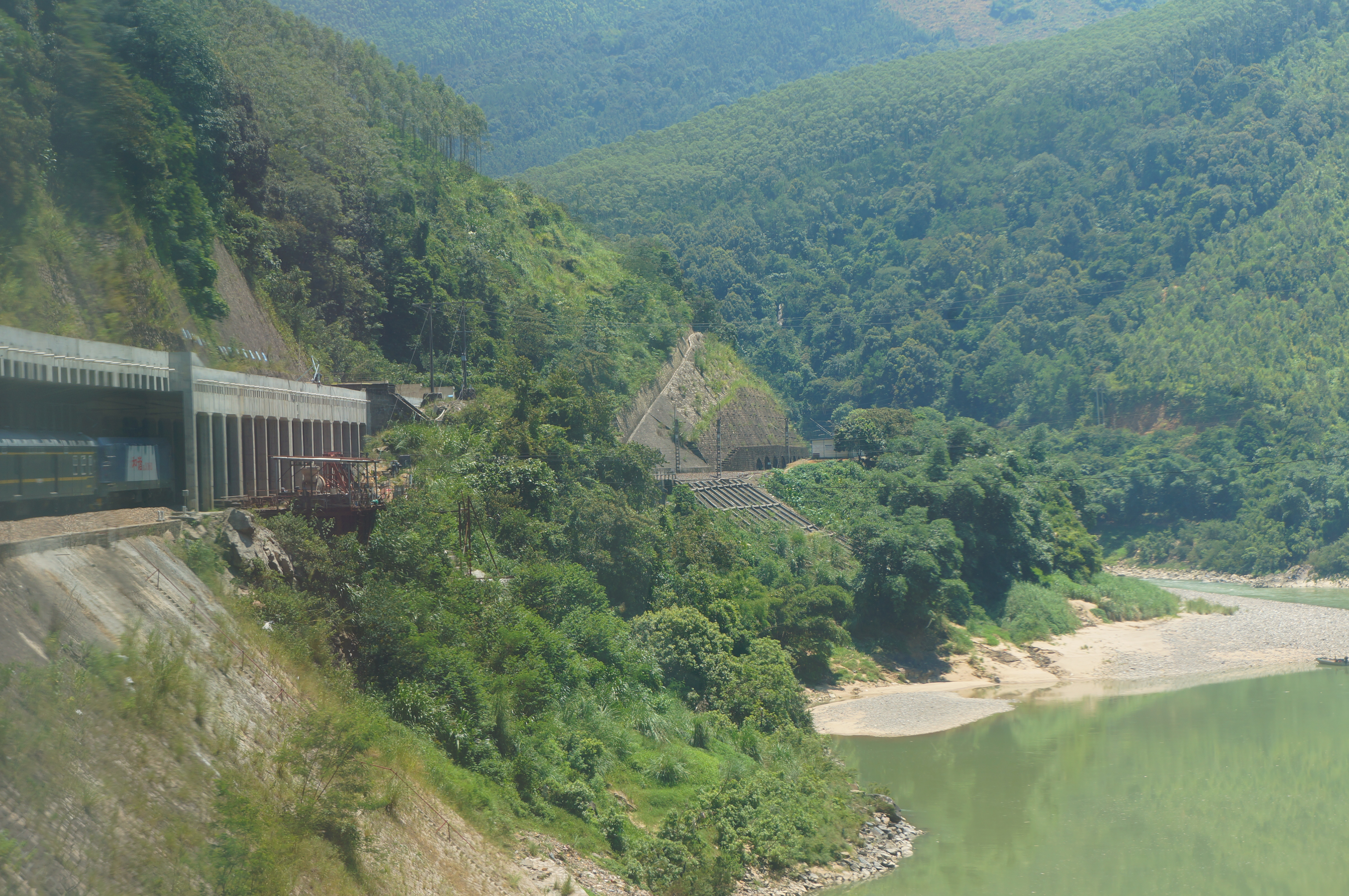
Jiulongjiang

De Jiulong Rivier of Jiulong Jiang (vereenvoudigd Chinees: 九龙江; traditioneel Chinees: 九龍江; pinyin: Jiǔlóng Jiāng) is de grootste rivier van zuidelijk Fujian en de op een na grootste in de provincie. Zij mondt uit in de Straat van Taiwan.
De rivier heeft een lengte van 258 km en een bekken van 14.700 km². De meest noordelijke zijtak beixi (北溪) ligt in Longyan. De westelijke zijtak xixi (西溪), die ongeveer even lang is komt uit de omgeving van Zhangzhou.